# Moexipril
Moexiprilul este un medicament antihipertensiv, fiind utilizat în tratamentul hipertensiunii arteriale și a insuficienței cardiace congestive. Acționează ca inhibitor al enzimei de conversie a angiotensinei (IECA). Calea de administrare disponibilă este cea orală. Moexiprilul poate fi administrat singur sau cu alte antihipertensive sau diuretice.
A fost brevetat în 1980 și a fost aprobat pentru uz medical în 1995.